# ナマサタ情報局
『ナマサタ情報局』（ナマサタじょうほうきょく、The NAMASATA Information Agency）は、東日本放送にて2014年10月4日から2016年12月24日まで毎週土曜日の9:30 - 10:25に放送されていたローカルワイド・生活情報番組。通称『ナマサタ』。

## 概要
『突撃!ナマイキTV（以下、ナマイキTV）』の土曜版に相当する番組として、2014年10月4日に『ナマイキサタデー』のタイトルで放送開始された。初代司会はKHBアナウンサーの松本龍と若月貴代が務め、以前に『ナマイキTV』の「ゴゴ天」で天気情報を担当していた大江和美が同番組の天気情報担当として復帰している。また、当初は『ナマイキTV』の初代アシスタントである白澤奈緒子も中継リポーターとして出演していた。
2016年4月2日放送回から最後の9ヶ月間はタイトルを『ナマサタ情報局』に改め、司会も松本・若月両アナから熊谷博之と『ナマイキTV』月〜水曜MCの阿部美里にシフトされた。

## 出演者（最終回時点）
司会（メインキャスター）
- 熊谷博之（KHBアナウンサー）
- 阿部美里（KHBアナウンサー）

天気情報
- 大江和美（日本気象協会東北支局）

リポーター
- 渋佐和佳奈（当時KHBアナウンサー）
- 森遥香（当時KHBアナウンサー）
- 中野美咲（ローカルタレント・モデル、「四季の旅ガイド 一緒にいこうよ」担当）[1]

コメンテーター
- 高成田亨（仙台大学教授、2015年4月4日 -）

## 過去の出演者
- 白澤奈緒子（当時KHBアナウンサー、リポーター、2014年10月4日 - 2015年3月28日）
- 高木玲（KHBアナウンサー、リポーター、2014年10月 - 2015年3月）
- 高山香織（『突撃!ナマイキウィークリー』ナレーター、2014年10月4日 - 2015年3月28日）
- 松本龍（KHBアナウンサー、司会、2014年10月4日 - 2016年3月26日）
- 若月貴代（KHBアナウンサー、司会、2014年10月4日 - 2016年3月26日）

## 主なコーナー
- 特集
特集コーナー。主に人物などに対する密着取材を紹介している。
- ナマサタ中継 
行楽地などからの中継コーナー。
- お天気情報
大江和美が週末の天気情報を伝える。

## 終了したコーナー
- 突撃!ナマイキウィークリー
同週における『突撃!ナマイキTV』の内容を各曜日ごとにダイジェストで紹介するコーナー。
- ナマサタ調査隊
特集コーナー。主にグルメ情報や観光情報を紹介していた。
- ふたりごはん
KHBアナウンサー2人が出演して、ドラマ形式で飲食店におけるグルメ情報を紹介するコーナー。

## 番組に登場したゲスト
- 佐藤美希（2015年9月19日）
この日開催されたJ1リーグ・ベガルタ仙台×湘南ベルマーレ戦のPRで登場[2]。
- 長嶺花菜（2016年2月20日）
当時琉球朝日放送で同時間帯に放送していた『スパイス』[3]のレギュラーMC。松本アナにおすすめの沖縄スポットを紹介していた[4]。
- もえのあずき（2016年10月1日）
「達人が教える本当に美味い仙台のラーメン秋の陣」に登場[5]。